# 高橋名人の面白ランド
『高橋名人の面白ランド』（たかはしめいじんのおもしろランド）は、1986年10月7日から1987年9月29日までテレビ東京で放送された情報バラエティ番組（ゲーム番組）。放送時間は毎週火曜 18:00 - 18:25。

## 概要
ハドソンから発売されるゲームソフトの新作情報や攻略情報を紹介していた番組で、高橋名人が解説役を務めていた。当時高橋がファミコンユーザーに向けて「ゲームは1日1時間」と提唱していたこともあり、番組はゲーム情報のほかにもアウトドアでの遊びなど、子供の遊び全般を紹介していた。
高橋本人の述懐によれば、それまで高橋が出演していた朝の情報番組『おはようスタジオ』が終了するのを受け、改めて企画されたのがこの番組だったという。そのため、同番組で高橋が担当していたコーナーと内容が共通している。

## 出演者
- 高橋名人
- 井上明子（元おあずけシスターズ）

## ネット局[2]
| 放送対象地域   | 放送局           | 放送当時の系列                               | 備考       |
| -------------- | ---------------- | -------------------------------------------- | ---------- |
| 関東広域圏     | テレビ東京       | テレビ東京系列                               | 制作局     |
| 愛知県         | テレビ愛知       | テレビ東京系列                               | 同時ネット |
| 大阪府         | テレビ大阪       | テレビ東京系列                               | 同時ネット |
| 岡山県・香川県 | テレビせとうち   | テレビ東京系列                               | 同時ネット |
| 北海道         | 札幌テレビ       | 日本テレビ系列                               | 時差ネット |
| 青森県         | 青森テレビ       | TBS系列                                      | 時差ネット |
| 岩手県         | 岩手放送         | TBS系列                                      | 時差ネット |
| 宮城県         | 東日本放送       | テレビ朝日系列                               | 時差ネット |
| 秋田県         | 秋田テレビ       | フジテレビ系列 テレビ朝日系列                | 時差ネット |
| 山形県         | 山形放送         | 日本テレビ系列 テレビ朝日系列                | 時差ネット |
| 福島県         | 福島テレビ       | フジテレビ系列                               | 時差ネット |
| 新潟県         | 新潟総合テレビ   | フジテレビ系列                               | 時差ネット |
| 石川県         | 北陸放送         | TBS系列                                      | 時差ネット |
| 福井県         | 福井テレビ       | フジテレビ系列                               | 時差ネット |
| 山梨県         | テレビ山梨       | TBS系列                                      | 時差ネット |
| 長野県         | 長野放送         | フジテレビ系列                               | 時差ネット |
| 静岡県         | 静岡第一テレビ   | 日本テレビ系列                               | 時差ネット |
| 鳥取県・島根県 | 山陰放送         | TBS系列                                      | 時差ネット |
| 広島県         | 広島ホームテレビ | テレビ朝日系列                               | 時差ネット |
| 愛媛県         | 南海放送         | 日本テレビ系列                               | 時差ネット |
| 高知県         | 高知放送         | 日本テレビ系列                               | 時差ネット |
| 福岡県         | 九州朝日放送     | テレビ朝日系列                               | 時差ネット |
| 佐賀県         | サガテレビ       | フジテレビ系列                               | 時差ネット |
| 長崎県         | 長崎放送         | TBS系列                                      | 時差ネット |
| 熊本県         | テレビ熊本       | フジテレビ系列 テレビ朝日系列                | 時差ネット |
| 大分県         | 大分放送         | TBS系列                                      | 時差ネット |
| 宮崎県         | テレビ宮崎       | フジテレビ系列 日本テレビ系列 テレビ朝日系列 | 時差ネット |
| 鹿児島県       | 南日本放送       | TBS系列                                      | 時差ネット |
| 沖縄県         | 沖縄テレビ       | フジテレビ系列                               | 時差ネット |

- なお、時差ネット局のほとんどが1987年1月からの放送開始である[2]。